# Regina Carter
Regina Carter (Detroit, Míchigan, 6 de agosto de 1966) es una violinista de jazz estadounidense. 

## Trayectoria

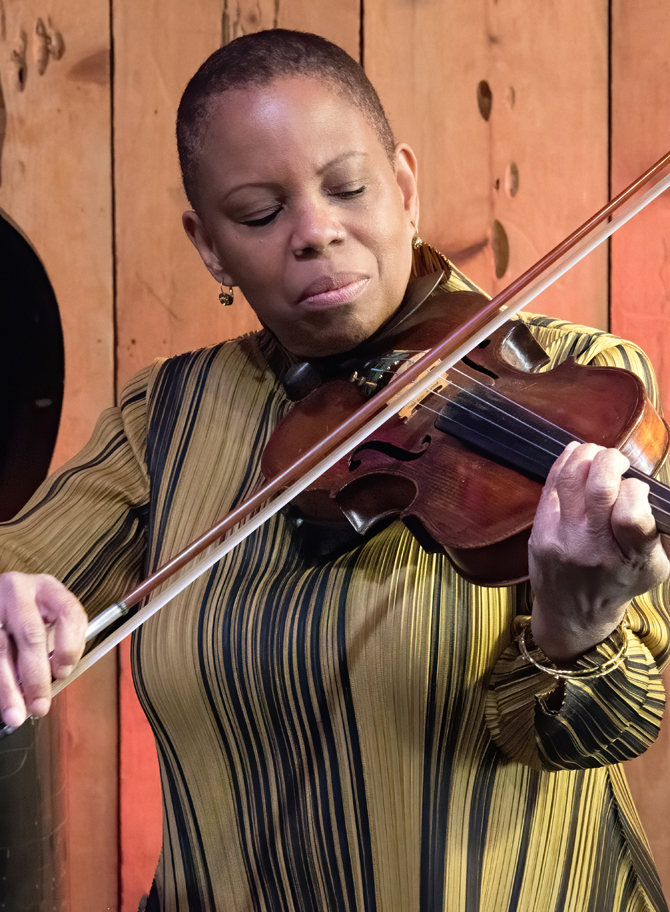
Regina Carter en 2020

A los cuatro años de edad inició sus estudios como violinista clásica mediante el método Suzuki hasta los nueve años. Su primo es el saxofonista James Carter. Asistió a la secundaria Technical High School junto a su amiga cercana, la cantante de jazz Carla Cook y esta fue la responsable de introducirle en la música de Ella Fitzgerald. En la secundaria tocó en la Detroit Civic Orchestra y fue miembro del grupo de pop-funk Brainstorm. Estudió jazz con Marcus Belgrave.
Recibió una licenciatura en música de la Universidad de Oakland en Rochester, Míchigan. Estudió en el Conservatorio de Música de Nueva Inglaterra en Boston antes de culminar su carrera de jazz en 1987.

### Carrera
Carter alcanzó la fama como violinista del quinteto de jazz Straight Ahead (1995), conformado por: Cynthia Dewberry, Gailyn Mckinney, Eilleen Orr y Marion Hayden. A mediados de la década de los 90, el saxofonista estadounidense Branford Marsalis dijo que el quinteto «realmente tenía swing». El grupo publicó tres álbumes producidos por el sello discográfico Atlantic Jazz y también dos álbumes debut, Body and Soul y Look Straight Ahead. Antes de que se realizase el lanzamiento del tercer álbum Dance of the Forest Rain, Carter decidió separarse de la banda e iniciar su carrera como solista. El éxito que obtuvo la consolidó como una importante violinista en el mundo del jazz.   
Publicó su álbum en solitario en Atlantic en 1995, seguido de Something for Grace, dedicado a su madre y publicado en 1997.
En diciembre de 2001 se presentó en un concierto realizado en la ciudad de Génova e interpretó las melodías con el famoso violín  cuyo propietario fue Niccolò Paganini. Con el mismo violín fabricado en 1743 grabó la canción de Paganini Después de un sueño ya con la discográfica Verve Records.
Como educadora, mentora y promotora del método Suzuki, Carter ha impartido clases en numerosas instituciones, incluyendo el Berklee College of Music y el Taller de Jazz de Stanford.
En mayo de 2006 estuvo de gira con Mark Krose (clarinete), Xavier Davis (piano), Alvester Garnett (batería) y Matt Parish (contrabajo).
Regina Carter fue ganadora en septiembre de 2006 de la beca "Genio" de la Fundación MacArthur.
En 2010 publicó Reverse Thread, que revisaba sus raíces africanas. En 2018 fue nombrada directora artística del Geri Allen Jazz Camp´. Forma parte del cuerpo docente de la Manhattan School of Music y de la New Jersey City University.

## Discografía
- 1995 Regina Carter (Atlantic)
- 1997 Something for Grace (Atlantic)
- 1999 Rhythms of the Heart (Verve)
- 2000 Motor City Moments (Verve)
- 2003 Paganini: después de un sueño (Verve)
- 2006 I'll Be Seeing You: A Sentimental Journey (Verve)
- 2010 Reverse Thread
- 2014 Southern Comfort
- 2017 Ella: Accentuate The Positive
- 2020 Swing States